# Tectodamaeus exspinosus
Tectodamaeus exspinosus es una especie de ácaro del género Tectodamaeus, familia Damaeidae. Fue descrita científicamente por Wang & Norton en 1989.
Habita en Asia del Sur.